# Pachyceramyia robusta
Pachyceramyia robusta är en tvåvingeart som först beskrevs av Johnson 1917.  Pachyceramyia robusta ingår i släktet Pachyceramyia och familjen husflugor. Inga underarter finns listade i Catalogue of Life.